# Tanalt
Tanalt (franska: Tanalt (CR), Tanalt (Commune Rurale), arabiska: سيدي عبد الله البوشواري) är en kommun i Marocko.   Den ligger i provinsen Chtouka-Aït Baha och regionen Souss-Massa, i den centrala delen av landet, 500 km söder om huvudstaden Rabat. Antalet invånare är 3 480.